# Combat de Fougères (1795)
Pour les articles homonymes, voir Siège ou bataille de Fougères.
Chouannerie
Batailles
Le combat de Fougères a lieu le 8 novembre 1795, pendant la Chouannerie. Il s'achève par la victoire des chouans qui tendent une embuscade à des troupes républicaines sorties de la ville de Fougères.

## Prélude
Le déroulement de ce combat est rapporté par l'officier chouan Toussaint du Breil de Pontbriand dans ses mémoires. Il indique qu'il se passe le même jour que le combat de Tremblay, soit le 8 novembre 1795. Selon son récit, il reçoit tardivement un message d'Aimé Picquet du Boisguy, qui lui demande de le rejoindre avec ses forces pour prendre part à l'attaque du bourg patriote de Tremblay,,. Pontbriand se met en marche pendant la nuit à Saint-M'Hervé et rejoint le capitaine Joseph Boismartel près de la forêt de Fougères,,. Chargé par du Boisguy de surveiller la route de Fougères à Lécousse, Boismartel juge que Pontbriand ne pourra arriver à temps à Tremblay et il le convainc de rester avec lui pour empêcher la garnison de Fougères d'envoyer des renforts,,. 

## Forces en présence
Toussaint du Breil de Pontbriand indique dans ses mémoires être à la tête d'environ 400 hommes de la division de Vitré,,, tandis que le capitaine Boismartel — François Louis Angenard-Boismartel, dit Francœur ou bien Joseph Boismartel, dit Joli-Cœur — dirige 200 hommes de la division de Fougères,. Il estime les forces républicaines engagées dans l'action à 350 hommes commandés par Joré,,. 

## Déroulement
Après le lever du jour, Boismartel entre avec ses hommes dans les faubourgs de Fougères, tandis que Pontbriand fait embusquer sa colonne dans d'anciens retranchements que les patriotes avaient édifiés avant la bataille du 3 novembre 1793,,. Les républicains sortent à la rencontre des chouans qui battent en retraite et les attirent dans l'embuscade,,. Les hommes de Pontbriand font une décharge à 30 pas et les républicains prennent la fuite après une courte résistance pour se réfugier à l'intérieur des murs de la ville,,. 
Pontbriand et Boismartel font ensuite dîner leurs hommes dans les faubourgs, puis ils se retirent à trois heures du matin vers Landéan,,. Les républicains font une nouvelle sortie et attaquent l'arrière-garde des chouans, mais la fusillade s'achève sans perte d'un côté comme de l'autre,,.

## Pertes
Selon Pontbriand, les républicains perdent quinze hommes, ainsi qu'un plus grand nombre de blessés,,.